# Krepidoma

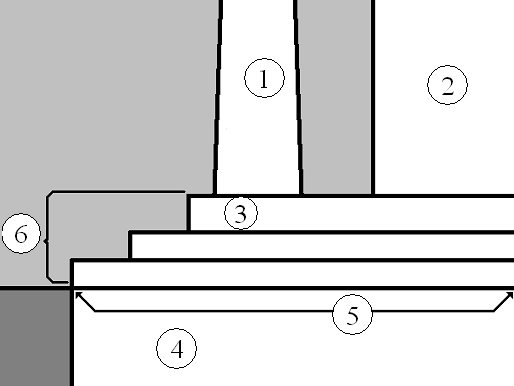
Schematyczny przekrój antycznej świątyni:
1. kolumna
2. ściana
3. stylobat
4. stereobat
5. euthynetria
6. krepidoma

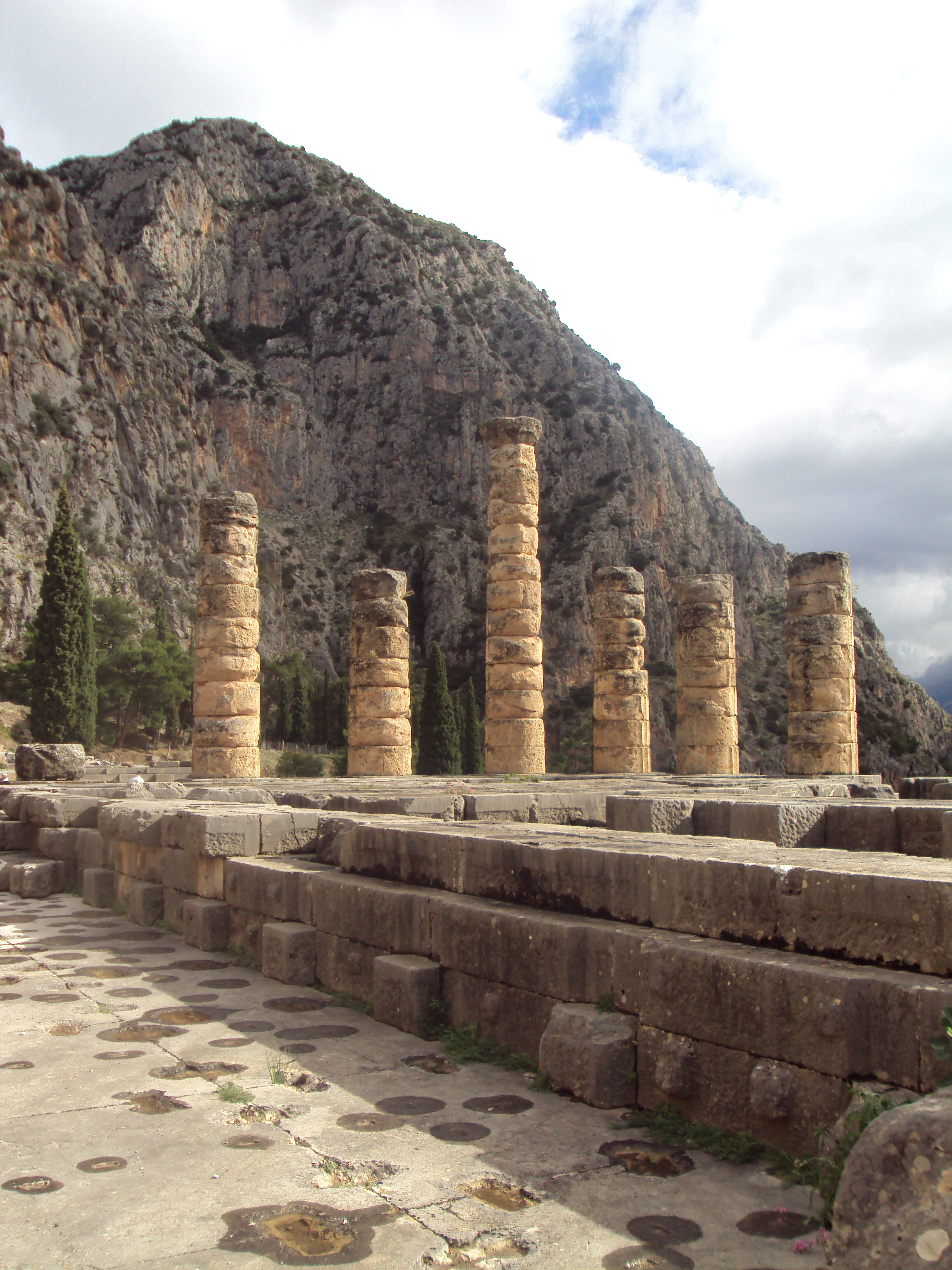
Krepidoma świątyni Apollina w Delfach

Krepidoma – najniższa, widoczna część świątyni greckiej, kamienna podstawa w formie trzech stopni (krepis) obiegająca dookoła budowlę. Krepidoma jest częścią fundamentu (euthynerii) widoczną nad poziomem terenu. Górną płaszczyznę krepidomy nazywano stylobatem lub też stereobatem. W przypadku, gdy stopnie krepidomy były bardzo wysokie, od frontu układano na nich mniejsze bloki ułatwiające wchodzenie.